# Хрватска на Европском првенству у атлетици у дворани 2015.
Хрватска је учествовала  на 33. Европском првенству у дворани 2015 одржаном у Прагу, Чешка, од 5. до 8. марта. Ово једанаесто Европско првенство у дворани од 1994. године од када Хрватска учествује самостално под овим именом.
Репрезентацију Хрватске представљало је троје спортиста (2 мушкараца и 1 жена) који су се такмичили у 3. дисциплине (2 мушке и 1 женска).
На овом првенству представници Хрватске нису освојили ниједну медаљу, али су оборили два национална и један лични рекорд. У табели успешности према броју и пласману такмичара који су учествовали у финалним такмичењима (првих 8 такмичара) Хрватска је са 2 учесника у финалу заузела 30. место са 4 бода, од 33 земље које су имале представнике у финалу. Укупно је учествовало 49 земаља.
| Пл. | Земља    | 1. место | 2. место | 3. место | 4. место | 5. место | 6. место | 7. место | 8. место | Бр. фин. Бод. |
| --- | -------- | -------- | -------- | -------- | -------- | -------- | -------- | -------- | -------- | ------------- |
| 30. | Хрватска | –        | –        | –        | –        | –        | –        | 2 - 4    | –        | 2 - 4         |

## Учесници
| Бр. | Дисциплина   | Мушкарци           | Жене             | Укупно |
| --- | ------------ | ------------------ | ---------------- | ------ |
| 1   | 60 м         | Звонимир Ивашковић |                  | 1      |
| 2   | 60 м препоне |                    | Андреа Иванчевић | 1      |
| 3.  | Бацање кугле | Стипе Жунић        |                  | 1      |
|     | Укупно (3)   | 2                  | 1                | 3      |

## Резултати

### Мушкарци
| Атлетичар          | Дисциплина   | Лични рекорд | Квалификације | Квалификације | Полуфинале | Полуфинале | Финале               | Финале       | Детаљи |
| Атлетичар          | Дисциплина   | Лични рекорд | Резултат      | Место         | Резултат   | Место      | Резултат             | Место        | Детаљи |
| ------------------ | ------------ | ------------ | ------------- | ------------- | ---------- | ---------- | -------------------- | ------------ | ------ |
| Звонимир Ивашковић | 60 м         | 6,70         | 6,68 ЛР       | 4. у гр. 2    | 6,71       | 6 у пф. 2  | Није се квалификовао | 17 / 35 (37) |        |
| Стипе Жунић        | Бацање кугле | 20,61 НР     | 20,67 НР      | 2. КВ         |            |            | 20,28                | 7 / 27 (33)  |        |

### Жене
| Атлетичарka      | Дисциплина   | Лични рекорд | Квалификације | Квалификације | Полуфинале | Полуфинале   | Финале   | Финале      | Детаљи |
| Атлетичарka      | Дисциплина   | Лични рекорд | Резултат      | Место         | Резултат   | Место        | Резултат | Место       | Детаљи |
| ---------------- | ------------ | ------------ | ------------- | ------------- | ---------- | ------------ | -------- | ----------- | ------ |
| Андреа Иванчевић | 60 м препоне | 8,06 НР      | 8,02 НР       | 3. у гр. 3 КВ | 7,97 НР    | 4 у гр. 1 КВ | 8,02     | 7 / 24 (26) |        |